# Juwel
Le juwel est un cépage de cuve allemand de raisins blancs.

## Origine et répartition géographique
Le cépage est une obtention de August Herold dans l'institut Staatliche Lehr- und Versuchsanstalt für Wein- und Obstbau Weinsberg  à Weinsberg près de Heilbronn. L'origine génétique est vérifiée : c'est un croisement des cépages kerner x  sylvaner réalisé en 1951. Le cépage est autorisé dans de nombreux Länder en Allemagne. Le cépage est peu multiplié et la superficie plantée est de 40 hectares en 2001.

## Aptitudes culturales
La maturité est de deuxième époque hâtive : 8 - 10 jours après le chasselas.

## Potentiel technologique
Les grappes sont moyennes et les baies sont de taille moyenne. La grappe est conique, ailée et moyennement compacte. Le cépage est de bonne vigueur et d’une production régulière. Le cépage donne des vins blancs alcooliques et puissants mais de qualité inférieure au kerner.

## Synonymes
Le juwel est connu sous le sigle We S 378